# Моско
Моско је насељено мјесто у граду Требиње, Република Српска, БиХ. Према попису становништва из 1991. у насељу је живјело 94 становника.

## Становништво
| Демографија | Демографија | Демографија |
| Година      | Становника  | Становника  |
| ----------- | ----------- | ----------- |
| 1991.       | 94          |             |

## Знамените личности
- Владимир Мијановић, српски борац за људска права, вођа студентских протеста 1968. године
- Гашо Мијановић, српски правник, сенатор Републике Српске и академик АНУРС